# Brodie Seger
Brodie Seger (* 28. Dezember 1995 in North Vancouver) ist ein kanadischer Skirennläufer. Er ist besonders in den Disziplinen Abfahrt und Super-G erfolgreich. Sein jüngerer Bruder Riley ist ebenfalls als Skirennläufer aktiv.

## Biografie
Ab Dezember 2010 nahm Seger an FIS-Rennen und nationalen Meisterschaften teil. Seine ersten Einsätze im Nor-Am Cup folgten ein Jahr später. Im Februar 2013 konnte er in dieser Rennserie erstmals in die Punkteränge fahren und zum ersten Mal ein FIS-Rennen für sich entscheiden. Seger war in seiner Juniorenzeit ein recht guter Slalomfahrer, begann sich aber allmählich den schnellen Disziplinen zuzuwenden. So erzielte er im Februar 2015 sein erstes Top-10-Ergebnis im Nor-Am Cup in der Disziplin Super-G. Im selben Monat errang er den kanadischen Meistertitel in derselben Disziplin. Die erste Podestplatzierung im Nor-Am Cup gelang ihm am 9. Februar 2016 im Riesenslalom am Whiteface Mountain. Mit drei weiteren Podestplätzen belegte er in der Saison 2016/17 den ersten Platz in der Super-G-Disziplinenwertung.
Sein Debüt im Weltcup hatte Seger am 26. November 2017 im Super-G von Lake Louise, den er auf Platz 56 beendete. Die ersten Weltcuppunkte holte er am 25. Januar 2019 mit Platz 16 in der Hahnenkamm-Abfahrt auf der Streif in Kitzbühel. Bei den Weltmeisterschaften 2021 in Cortina d’Ampezzo überraschte er mit Platz 4 im Super-G und verpasste die Bronzemedaille nur um vier Hundertstelsekunden; sein bestes Weltcupergebnis war zuvor ein 13. Platz gewesen.

## Erfolge

### Olympische Spiele
- Peking 2022: 9. Kombination, 22. Abfahrt

### Weltmeisterschaften
- Åre 2019: 9. Mannschaftswettbewerb, 27. Super-G, 33. Abfahrt, 37. Alpine Kombination
- Cortina d’Ampezzo 2021: 4. Super-G
- Courchevel 2023: 9. Super-G
- Saalbach-Hinterglemm 2025: 17. Team-Kombination, 27. Abfahrt, 28. Super-G

### Weltcup
- 12 Platzierungen unter den besten 20

### Weltcupwertungen
| Saison  | Gesamt | Gesamt | Abfahrt | Abfahrt | Super-G | Super-G | Kombination | Kombination |
| Saison  | Platz  | Punkte | Platz   | Punkte  | Platz   | Punkte  | Platz       | Punkte      |
| ------- | ------ | ------ | ------- | ------- | ------- | ------- | ----------- | ----------- |
| 2018/19 | 127.   | 15     | 46.     | 15      | –       | –       | –           | –           |
| 2019/20 | 106.   | 43     | 42.     | 22      | 37.     | 19      | 45.         | 2           |
| 2020/21 | 112.   | 25     | 52.     | 5       | 44.     | 20      | –           | –           |
| 2021/22 | 91.    | 59     | 44.     | 20      | 32.     | 39      | –           | –           |
| 2022/23 | 66.    | 104    | 39.     | 45      | 24.     | 59      | –           | –           |
| 2023/24 | 131.   | 8      | 53.     | 5       | 56.     | 3       | –           | –           |
| 2024/25 | 74.    | 87     | 23.     | 66      | 45.     | 21      | –           | –           |

### Nor-Am Cup
- Saison 2016/17: 7. Gesamtwertung, 1. Super-G Wertung
- Saison 2017/18: 10. Gesamtwertung, 3. Abfahrtswertung, 5. Super-G Wertung
- Saison 2018/19: 7. Gesamtwertung, 5. Super-G-Wertung, 5. Kombinationswertung, 9. Abfahrtswertung
- Saison 2019/20: 8. Abfahrtswertung, 10. Riesenslalomwertung
- 9 Podestplätze, davon 1 Sieg:

| Datum          | Ort   | Land | Disziplin    |
| -------------- | ----- | ---- | ------------ |
| 7. Januar 2020 | Stowe | USA  | Riesenslalom |

### Juniorenweltmeisterschaften
- Hafjell 2015: 28. Abfahrt, 23. Riesenslalom
- Sochi 2016: 8. Riesenslalom, 12. Super-G, 13. Abfahrt

### Weitere Erfolge
- 1 kanadischer Meistertitel (Super-G 2015)
- 13 Siege in FIS-Rennen